# Maksim Letounov
Maksim Vladimirovitch Letounov - en russe : Максим Владимирович Летунов et en anglais : Maksim Letunov - (né le 20 février 1996 à Moscou en Russie) est un joueur professionnel russe de hockey sur glace. Il évolue au poste d'attaquant.

## Biographie

### Carrière en club
Formé au HK CSKA Moscou, il poursuit sa formation aux États-Unis. En 2013, il commence sa carrière junior avec les Phantoms de Youngstown dans l'USHL. De 2015 à 2018, il poursuit un cursus universitaire à l'Université du Connecticut. Il évolue avec les Huskies dans le championnat NCAA. Lors du repêchage d'entrée dans la LNH 2014, il est choisi au deuxième tour, à la cinquante-deuxième position au total par les Blues de Saint-Louis. En 2018, il passe professionnel dans la Ligue américaine de hockey avec le Barracuda de San José. Le 4 février 2021, il joue son premier match dans la Ligue nationale de hockey avec les Sharks de San José face aux Flames de Calgary. Deux jours plus tard, il marque son premier but face aux Oilers d'Edmonton. Il dispute trois matchs avec les Sharks. En 2022, il retourne en Russie et signe avec le Torpedo Nijni Novgorod dans la KHL.

## Statistiques
| Saison    | Équipe                 | Ligue |    | Saison régulière | Saison régulière | Saison régulière | Saison régulière | Saison régulière |   | Séries éliminatoires | Séries éliminatoires | Séries éliminatoires | Séries éliminatoires | Séries éliminatoires |
| Saison    | Équipe                 | Ligue | PJ | B                | A                | Pts              | Pun              | PJ               | B | A                    | Pts                  | Pun                  |                      |                      |
| 2013-2014 | Phantoms de Youngstown | USHL  | 60 | 19               | 24               | 43               | 42               | -                | - | -                    | -                    | -                    |                      |                      |
| 2014-2015 | Phantoms de Youngstown | USHL  | 58 | 25               | 36               | 64               | 18               | 4                | 0 | 1                    | 1                    | 0                    |                      |                      |
| 2015-2016 | Huskies du Connecticut | NCAA  | 36 | 16               | 24               | 40               | 2                | -                | - | -                    | -                    | -                    |                      |                      |
| 2016-2017 | Huskies du Connecticut | NCAA  | 33 | 7                | 20               | 27               | 25               | -                | - | -                    | -                    | -                    |                      |                      |
| 2017-2018 | Huskies du Connecticut | NCAA  | 36 | 12               | 16               | 28               | 12               | -                | - | -                    | -                    | -                    |                      |                      |
| 2018-2019 | Barracuda de San José  | LAH   | 57 | 12               | 16               | 28               | 20               | 3                | 0 | 2                    | 2                    | 0                    |                      |                      |
| 2019-2020 | Sharks de San José     | LNH   | 3  | 1                | 0                | 1                | 0                | -                | - | -                    | -                    | -                    |                      |                      |
| 2019-2020 | Barracuda de San José  | LAH   | 50 | 12               | 28               | 40               | 12               | -                | - | -                    | -                    | -                    |                      |                      |
| 2020-2021 | Barracuda de San José  | LAH   | 32 | 12               | 3                | 15               | 12               | 4                | 2 | 0                    | 2                    | 0                    |                      |                      |
| 2021-2022 | Wolves de Chicago      | LAH   | 60 | 13               | 10               | 23               | 16               | -                | - | -                    | -                    | -                    |                      |                      |
| 2021-2022 | Wolf Pack de Hartford  | LAH   | 13 | 2                | 3                | 5                | 6                | -                | - | -                    | -                    | -                    |                      |                      |
| 2022-2023 | Torpedo Nijni Novgorod | KHL   | 62 | 16               | 14               | 30               | 20               | 10               | 0 | 2                    | 2                    | 6                    |                      |                      |
| 2023-2024 | Torpedo Nijni Novgorod | KHL   | 66 | 25               | 23               | 48               | 30               | 5                | 1 | 0                    | 1                    | 0                    |                      |                      |
| 2024-2025 | Torpedo Nijni Novgorod | KHL   | 68 | 13               | 25               | 38               | 19               | 4                | 0 | 1                    | 1                    | 0                    |                      |                      |